# Путбус
Путбус (нім. Putbus) — місто в Німеччині, розташоване в землі Мекленбург-Передня Померанія. Входить до складу району Передня Померанія-Рюген.
Площа — 66,60 км2. Населення становить 4487 ос. (станом на 31 грудня 2020).